# Убийства фотомоделей
«Убийства фотомоделей» — американский кинофильм 1993 года.

## Сюжет
У хозяина и редактора модного журнала «Image» Рекса Кингмана (Ли Мейджорс) финансовые проблемы. Чтобы справиться с ними он планирует провести фотосессию для юбилейного выпуска на экзотическом острове в Карибском море, подальше от цивилизации. В поездке кроме него участвуют несколько фотомоделей, его помощница и любовница Кейт (Дженнифер О'Нил), фотограф Патрис (Эдриан Пол) и гримёрша Дора. Внезапно фотосессия превращается в кошмарную вереницу убийств. 